# Jamal Mashburn
Jamal Mashburn (ur. 29 listopada 1972 w Nowym Jorku) – amerykański koszykarz grający na pozycji niskiego skrzydłowego.

## Kariera zawodnicza
W 1990 został wybrany najlepszym zawodnikiem nowojorskich szkół średnich (New York Mr. Basketball). Został też zaliczony do II składu Parade All-American.
Już na studiach Mashburn pokazał się jako utalentowany koszykarz, broniąc barw drużyny Kentucky Wildcats z Uniwersytetu Kentucky. Był tam czołowym strzelcem, a ponadto wybrano go do Pierwszej Drużyny All-American. W roku 1993 został wybrany w drafcie przez Dallas Mavericks z numerem czwartym. Również i w NBA już w pierwszym sezonie dał się poznać jako skuteczny gracz, osiągając średnią 19,2 punktu na mecz. Załapał się nawet do Pierwszej drużyny debiutantów na Mecz Gwiazd.
W drugim sezonie wraz z kolegami z drużyny, Jimem Jacksonem oraz Jasonem Kiddem stworzył trio zwane "Triple J" ("Potrójne J"). Wówczas stał się też drugim najmłodszym graczem w historii, który w meczu NBA zdobył 50 punktów. Wtedy młodszy był tylko Rick Barry, a dziś to miano nosi LeBron James. W lidze zyskał sobie już sporą renomę i wyrósł na czołowego jej gracza.
W następnych sezonach jego wartość dla drużyny zmniejszyły liczne kontuzje. W połowie sezonu 1996/1997 został sprzedany do Miami Heat, gdzie jednak nie znaczył już tyle, co kiedyś jeszcze w Dallas. W roku 2000 przeniósł się do Charlotte Hornets, gdzie stał się liderem młodej drużyny i mógł koncentrować się niemal zupełnie na ofensywie. W roku 2003 zagrał w barwach Wschodu w Meczu Gwiazd (wygranym przez Zachód 155-145), w ciągu 14 minut gry zdobywając 10 punktów i 4 zbiórki.
W kolejnym sezonie znów miał być czołowym graczem NBA, lecz z powodu kontuzji stracił większość sezonu i rozegrał zaledwie 19 spotkań. Nękany ciągłymi problemami z rzepką prawego kolana zdecydował się odpuścić sobie sezon 2004/2005. Poddał się nawet ryzykownej operacji kolana, po której nie wszyscy sportowcy wracają do gry.
Pomimo braku gry ze strony Mashburna, Hornets 24 lutego 2005 roku wymienili go wraz z Rodneyem Rogersem na Glenna Robinsona z Filadelfii. Jamal jednak nigdy nie zdołał wyleczyć chronicznych problemów z kolanem i nigdy nie zagrał w barwach 76ers. 24 marca 2006 roku Mashburn został zwolniony z kontraktu, a wkrótce zakończył karierę sportową.

## Osiągnięcia
Stan na podstawie, o ile nie zaznaczono inaczej.
NCAA
- Uczestnik rozgrywek:
  - NCAA Final Four (1993)
  - Elite 8 turnieju NCAA (1992, 1993)
- Mistrz turnieju konferencji Southeastern (SEC – 1992, 1993)
- Koszykarz roku:
  - NCAA według Basketball Times (1993)
  - konferencji SEC (1993)[2]
- Sportowiec roku konferencji SEC (1993)
- MVP turnieju SEC (1992)[3]
- Zaliczony do I składu:
  - All-American (1993)
  - SEC (1992, 1993)
  - NCAA Final Four (1993)[4]

NBA
- Uczestnik:
  - meczu gwiazd NBA (2003)
  - Rookie Challenge (1994)
- Zaliczony do:
  - I składu debiutantów NBA (1994)[5]
  - III składu NBA (2003)
- Zawodnik:
  - miesiąca (luty 2003)
  - tygodnia (11.12.1994)

## Życie rodzinne
Obecnie mieszka w Miami na Florydzie wraz z żoną Michelle, córką Taylor, synem Jamalem Juniorem oraz psem - golden retrieverem o imieniu Scooby. Pracuje jako analityk w ESPN.

## Osiągnięcia i rekordy
- Pierwsza Drużyna Debiutantów 1994
- Występ w Meczu Gwiazd 2003
- Najwięcej punktów w meczu: 50
- Najwięcej zbiórek w meczu: 15
- Najwięcej asyst w meczu: 14
- Najwięcej przechwytów w meczu: 5
- Najwięcej bloków w meczu: 3

## Statystyki

### Sezony zasadnicze
| Sezon     | Klub                        | Punkty | Zbiórki | Asysty | Przechwyty | Bloki | Straty | Mecze | Na boisku |
| --------- | --------------------------- | ------ | ------- | ------ | ---------- | ----- | ------ | ----- | --------- |
| 1993/1994 | Dallas Mavericks            | 19,2   | 4,5     | 3,4    | 1,1        | 0,2   | 3,1    | 79    | 36,7 min. |
| 1994/1995 | Dallas Mavericks            | 24,1   | 4,1     | 3,7    | 1,0        | 0,1   | 2,94   | 80    | 37,3 min. |
| 1995/1996 | Dallas Mavericks            | 23,4   | 5,4     | 2,8    | 0,8        | 0,2   | 3,06   | 18    | 26.4 min. |
| 1996/1997 | Dallas Mavericks/Miami Heat | 11,9   | 4,3     | 3,0    | 1,1        | 0,2   | 1,65   | 69    | 31,4 min. |
| 1997/1998 | Miami Heat                  | 15,1   | 4,9     | 2,8    | 0,9        | 0,3   | 2,25   | 48    | 36,0 min. |
| 1998/1999 | Miami Heat                  | 14,8   | 6,1     | 3,1    | 0,8        | 0,1   | 2,5    | 24    | 35,6 min. |
| 1999/2000 | Miami Heat                  | 17,5   | 5,0     | 3,9    | 1,0        | 0,2   | 2,37   | 76    | 37,2 min. |
| 2000/2001 | Charlotte Hornets           | 20,1   | 7,6     | 5,4    | 1,1        | 0,2   | 2,78   | 76    | 39,3 min. |
| 2001/2002 | Charlotte Hornets           | 21,5   | 6,1     | 4,3    | 1,1        | 0,2   | 2,75   | 40    | 40,0 min. |
| 2002/2003 | New Orleans Hornets         | 21,6   | 6,1     | 5,6    | 1,0        | 0,2   | 2,8    | 82    | 40,5 min. |
| 2003/2004 | New Orleans Hornets         | 20,8   | 6,2     | 2,5    | 0,7        | 0,3   | 1,95   | 19    | 38,4 min. |